# Solms-Hohensolms
Die Grafschaft Solms-Hohensolms war eine reichsunmittelbare Grafschaft des Heiligen Römischen Reiches, die von einer Linie des Hauses Solms-Lich regiert wurde.

## Territorium
Die Grafschaft Solms-Hohensolms bestand aus dem Amt Hohensolms mit der damaligen Stadt Hohensolms und den Dörfern Ahrdt, Altenkirchen, Bermoll, Bellersdorf (Neugründung ab 1699), Blasbach, Erda, Großaltenstädten, Mudersbach und Niederlemp sowie dem Amt Niederweisel in der Wetterau mit den drei Orten Eberstadt, Nieder-Weisel und Ober-Hörgern.

## Entstehung
Zu Beginn des 17. Jahrhunderts kam es innerhalb des Hauses Solms-Lich zu lange andauernden Streitigkeiten um die Verteilung und Verwaltung des gemeinsamen Besitzes. Zu diesem gehörte unter anderem auch der alte Amtsbezirk Hohensolms/Königsberg, den sich das Haus Solms seit dem Mittelalter mit der Landgrafschaft Hessen teilte.

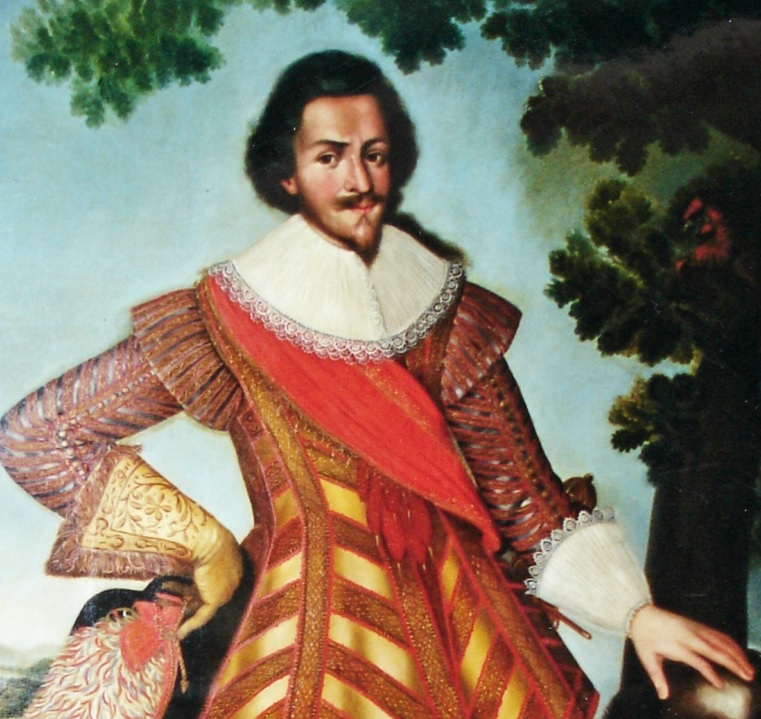
Graf Philipp Reinhard I. von Solms-Hohensolms

1622 gelang es dem Grafen Philipp Reinhard I. von Solms, in seiner Hand drei Viertel des Licher Anteils an Hohensolms und Königsberg zu vereinen. Das letzte Viertel blieb auch weiterhin im Besitz des Hauses Solms-Lich. 1629 wurde der bis dahin von Hessen und Solms gemeinschaftlich verwaltete Amtsbezirk Hohensolms/Königsberg zwischen beiden Seiten geteilt. Dabei fiel das neu geschaffene Amt Königsberg an Hessen-Darmstadt, das Amt Hohensolms an das Haus Solms.
Da Graf Philipp Reinhard I. gleichzeitig seine bisherige Residenz in Butzbach verlor, verlegte er seinen Sitz auf die Burg Hohensolms und wurde damit zum Begründer der Grafschaft Solms-Hohensolms.

## Weitere Entwicklung
Im Dreißigjährigen Krieg wurde die Grafschaft durch Kriegseinwirkungen und die Pest sehr in Mitleidenschaft gezogen. Auch Philipp Reinhard I. starb 1635 an der Krankheit.
Seine Nachfolger im 17. Jahrhundert, die Grafen Philipp Reinhard II., Johann Heinrich Christian und Ludwig, unterließen es, den Aufbau des vom Krieg verwüsteten Landes nachhaltig zu fördern. Stattdessen kam es unter ihnen zu zahlreichen Konflikten mit den Untertanen in dem weitgehend bäuerlich geprägten Land, wobei die Obrigkeit auch nicht vor Gewalttaten zurückschreckte. Dabei ging es vorrangig um die Dienstpflichten und Abgaben der Untertanen sowie unter dem Grafen Johann Heinrich Christian, der wieder zum Katholizismus übergetreten war, auch um religiöse Konflikte. Zahlreiche Prozesse der Untertanen gegen ihre Landesherrschaft vor dem Reichskammergericht sind Ausdruck dieser Konflikte. Nicht zuletzt aufgrund dieser Auseinandersetzungen blieb das Gebiet der Grafschaft Solms-Hohensolms wirtschaftlich vergleichsweise rückständig und schwach bevölkert. Erst im 18. Jahrhundert setzte dann unter dem Grafen Friedrich Wilhelm und seinem Sohn und Nachfolger Carl Christian ein allgemeiner Aufschwung ein.
Unter Graf Friedrich Wilhelm wurden die bis dahin getrennten Gebiete von Solms-Hohensolms und Solms-Lich 1718 zur neuen Grafschaft Solms-Hohensolms-Lich vereinigt. Die Residenz blieb jedoch noch rund 50 Jahre in Hohensolms. Erst unter Graf Carl Christian wurde der Sitz der Familie im Jahr 1771 in das kurz zuvor modernisierte Schloss nach Lich verlegt. Mit der Erhebung Carl Christians in den Reichsfürstenstand 1792 wurde aus der Grafschaft Solms-Hohensolms-Lich ein Reichsfürstentum. Es bestand noch bis zur Mediatisierung des Hauses im Jahre 1806.

## Titulatur
Der vollständige Titel der gräflichen Familienmitglieder lautete Graf/Gräfin zu Solms-Hohensolms und Tecklenburg, Herr/Herrin zu Münzenberg, Wildenfels und Sonnewalde.

## Regenten des Hauses Solms-Hohensolms
| Stammtafel des Hauses Solms-Hohensolms-Lich | |
| Name                                        | Eheschließung mit |
| Philipp Reinhard I. (1593–1635)             | ⚭ 1614 Elisabeth Gräfin von Wied (1593–1635)                                                                             |
| Philipp Reinhard II. (1615–1665)            | ⚭ I. 1636 Anna Amalia Gräfin zu Solms-Greifenstein (1617–1640) ⚭ II. 1642 Katharina Eleonora von Tschernembl (1622–1675) |
| Johann Heinrich Christian (1644–1668)       | |
| Ludwig (1646–1707)                          | ⚭ I. 1668 Luise Burggräfin zu Dohna (1646–1687) ⚭ II. 1691 Wilhelmine Gräfin zu Leiningen-Dachsburg (1659–1733)          |
| Friedrich Wilhelm (1682–1744)               | ⚭ 1710 Wilhelmine Magdalene Gräfin zu Isenburg-Birstein (1682–1749)                                                      |
| Carl Christian (1725–1803)                  | ⚭ 1759 Sophie Charlotte Burggräfin zu Dohna-Wartenberg (1740–1798)                                                       |